# Melaloncha calceola
Melaloncha calceola är en tvåvingeart som beskrevs av Brown 2005. Melaloncha calceola ingår i släktet Melaloncha och familjen puckelflugor. Inga underarter finns listade i Catalogue of Life.